# Circuito San Juan Villicum
Der Circuito San Juan Villicum ist eine Motorsport-Rennstrecke in der Provinz San Juan in Argentinien Sie liegt etwa 15 Kilometer nördlich des Stadtzentrums der Provinzhauptstadt San Juan.

## Geschichte

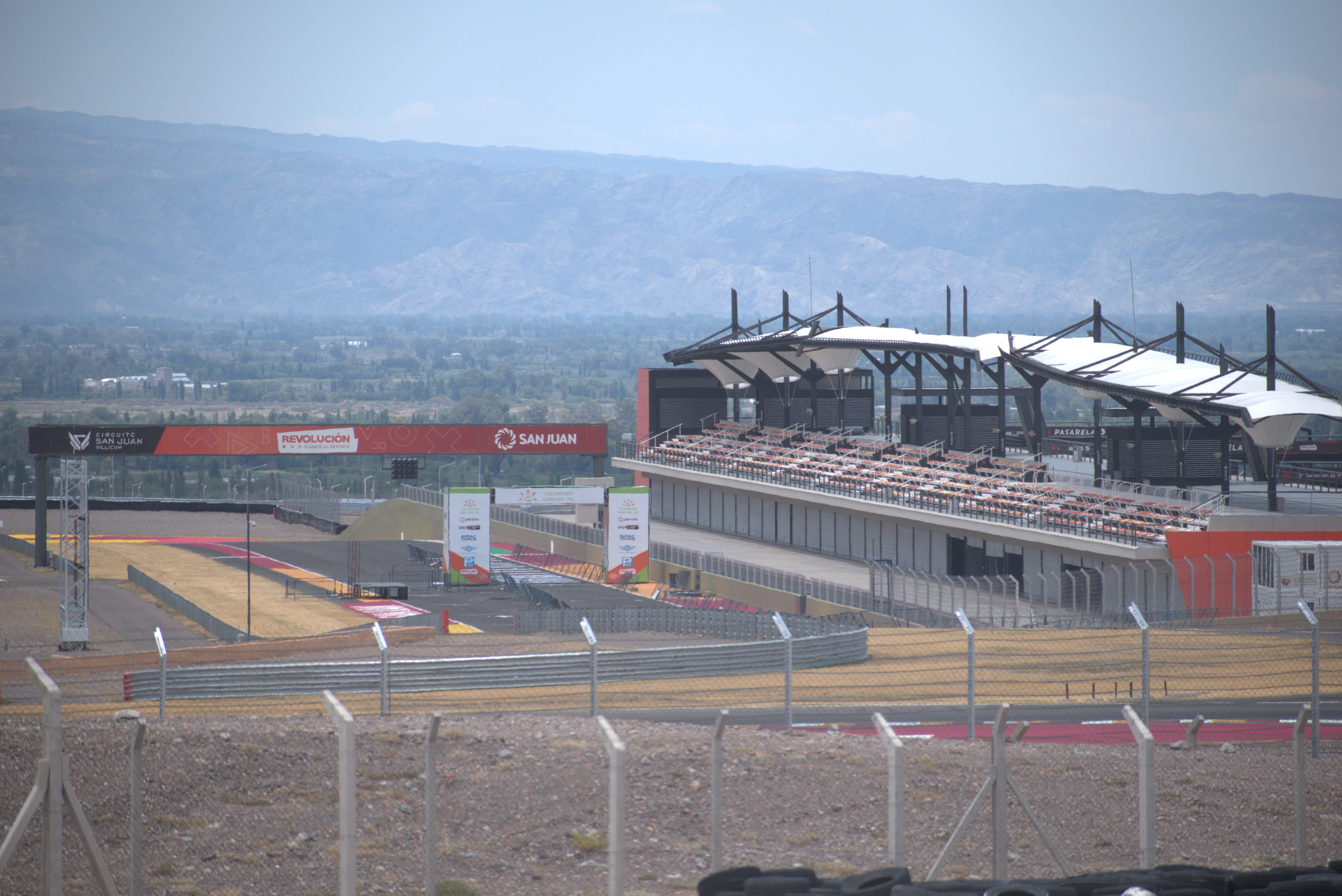
Startgerade des Circuito San Juan Villicum

Die Planung des Kurses begann im Jahr 2015, wobei dieser den FIA-Grad-2-Regulationen entsprechen sollte. Die Bauarbeiten des vom Architekten Leonardo Stella entworfenen Kurses begannen 2016 und die Eröffnung erfolgte am 12. Oktober 2018. Bereits im ersten Jahr seines Bestehens wurden auf der Rennstrecke Läufe zur Superbike- und Supersport-Weltmeisterschaft ausgetragen, später auch für verschiedene Tourenwagenrennen.
Die ersten Umbauten fanden 2019 statt, wobei mit einer leicht veränderten Streckenführung die Durchschnittsgeschwindigkeit erhöht wurde.

## Die Strecke
Der Kurs ist in seiner längsten Variante 4,276 Kilometer lang, 18 Meter breit, wird entgegen dem Uhrzeigersinn befahren und umfasst 17 Kurven. Eine Kurzanbindung zwischen der Gegengerade und der Kurve 10 sowie zwei optionale Schikanen lassen die Einrichtung von sechs Streckenvarianten zu. Die Zuschauerkapazität beträgt dabei 9436 Sitze. Er hat eine Einstufung nach FIM-Grad A.

## Veranstaltungen
Aktuell (Stand 2025) starten auf dem Kurs die nationale Stockcar-Serie der Turismo Carretara, die argentinische Fórmula 3 Metropolitana, die TCR South America, die Argentinische Superbike-Meisterschaft sowie der Lateinamerikanische Talent Cup.
Von 2018 bis 2022 fanden – mit einer der weltweiten COVID-19-Pandemie geschuldeten Ausnahme im Jahr 2020 – vier Veranstaltungen der Superbike-Weltmeisterschaft auf der Strecke statt. Zudem ist sie seit ihrer Eröffnung ein regelmäßiger Austragungsort der national bedeutenden Turismo Carretera sowie deren Unterserien. Seit 2021 startet die Argentinische Superbike-Meisterschaft regelmäßig auf dem Kurs.